# Матриця Картана
Матрицями Картана називаються матриці, що мають широке застосування у теорії алгебр Лі зокрема у класифікації напівпростих алгебр Лі.

## Матриця Картана алгебри Лі
Нехай {\displaystyle L} скінченновимірна напівпроста алгебра Лі над алгебрично замкнутим полем характеристики 0, {\displaystyle H} її підалгебра Картана. Для  {\displaystyle x\in L} використовується стандартне позначення приєднаного представлення
{\displaystyle \mathrm {ad} \,x:L\rightarrow L,\quad y\mapsto [x,y]}.
Симетрична, невироджена білінійна форма
{\displaystyle \langle x,y\rangle :=\mathrm {Tr} ((\mathrm {ad} \,x)(\mathrm {ad} \,y))} називається формою Кіллінга. Її обмеження на підалгебру Картана {\displaystyle H} є додатноозначеною білінійною формою. Можна ввести лінійний функціонал {\displaystyle \alpha \in H^{*}} як
{\displaystyle \alpha _{x}:H\rightarrow \mathbb {F} ,\,y\mapsto \langle x,y\rangle }
для елемента {\displaystyle x\in H}. Звідси одержується ізоморфізм векторних просторів {\displaystyle \iota :H\rightarrow H^{*},x\mapsto \alpha _{x}} і скалярний добуток на {\displaystyle H^{*}}, визначений як {\displaystyle \langle \alpha ,\beta \rangle :=\langle \iota ^{-1}(\alpha ),\iota ^{-1}(\beta )\rangle }.
Існує однозначно визначена скінченна множина {\displaystyle \Phi \subset H^{*}\setminus \{0\}} лінійних функціоналів {\displaystyle \alpha :H\rightarrow \mathbb {F} } таких що 
{\displaystyle L=H\oplus \sum _{\alpha \in \Phi }L_{\alpha }}
де
{\displaystyle L_{\alpha }:=\{x\in L|\,\forall h\in H:\,\exists n\in \mathbb {N} :\,(\mathrm {ad} \,h-\alpha (h)\mathrm {id} _{H})^{n}x=0\}}
і {\displaystyle L_{\alpha }} є підпросторами розмірності 1. Елементи множини {\displaystyle \Phi } називаються коренями. Існують підмножини {\displaystyle \Phi _{0}\subset \Phi } такі, що всі корені {\displaystyle \alpha \in \Phi } є лінійними комбінаціями елементів із {\displaystyle \Phi _{0}} із цілими коефіцієнтами і до того ж для кожного кореня або всі коефіцієнти у лінійній комбінації є додатними або всі відємними. Множина {\displaystyle \Phi _{0}=\{\alpha _{1},\ldots ,\alpha _{l}\}} називається множиною простих або фундаментальних коренів і її елементи утворюють базис простору двоїстого до підалгебри Картана {\displaystyle H}.
Матриця Картана алгебри Лі за означенням є матрицею із коефіцієнтами
{\displaystyle A_{i,j}:=2{\frac {\langle \alpha _{i},\alpha _{j}\rangle }{\langle \alpha _{i},\alpha _{i}\rangle }},\quad i,j=1,\ldots l}.
Дві матриці Картана називаються еквівалентними, якщо одна одержується з іншої перестановкою фундаментальних коренів. Клас еквівалентності матриці Картана напівпростої алгебри Лі не залежить від вибору підалгебри Картана чи вибору підмножини {\displaystyle \Phi _{0}\subset \Phi } фундаментальних коренів.

## Приклади
- {\displaystyle (2)} є єдиною матрицею Картана розмірності {\displaystyle 1\times 1}.
- {\displaystyle {\begin{pmatrix}2&-1\\-1&2\end{pmatrix}}} є матрицею Картана двовимірної спеціальної лінійної алгебра Лі.

Інші приклади є у розділі класифікації матриць Картана напівпростих Алгебр Лі.

## Властивості
Нехай {\displaystyle A=(A_{i,j})_{i,j}} матриця Картана напівпростої алгебри Лі. Тоді:
- {\displaystyle A_{i,i}=2}   для всіх   {\displaystyle i}.
- {\displaystyle A_{i,j}=0}   тоді і тільки тоді, коли   {\displaystyle A_{j,i}=0}
- {\displaystyle A_{i,j}\in \{0,-1,-2,-3\}}   для всіх   {\displaystyle i\not =j}
- Якщо {\displaystyle A_{i,j}\in \{-2,-3\}}   то   {\displaystyle A_{j,i}=-1}

- {\displaystyle A} є невиродженою і обернена матриця має невід'ємні раціональні коефіцієнти.[2]
- Існують діагональна матриця {\displaystyle D} і симетрична матриця {\displaystyle B} для яких {\displaystyle A=DB}.

## Нерозкладні матриці Картана
Якщо матриця Картана алгебри Лі {\displaystyle L} є еквівалентною матриці виду
{\displaystyle {\begin{pmatrix}A_{1}&0\\0&A_{2}\end{pmatrix}}}
для деяких матриць {\displaystyle A_{1}} і {\displaystyle A_{2}} меншої розмірності, то матриця Картана називається розкладною. Матриці {\displaystyle A_{1}} і {\displaystyle A_{2}} є матрицями Картана і алгебра Лі {\displaystyle L} є прямою сумою ідеалів {\displaystyle L=L_{1}\oplus L_{2}}
де {\displaystyle A_{i}} є матрицею Картана {\displaystyle L_{i}}.
Нерозкладні матриці Картана відповідають простим алгебрам Лі. Більш точно скінченновимірні прості алгебри Лі мають еквівалентні нерозкладні матриці Картана і вони відповідають ізоморфним простим алгебрам Лі.

## Класифікація нерозкладних матриць Картана
Для нерозкладних матриць Картана над алгебрично замкнутим полем характеристики 0 відома вичерпна класифікація із якої одержується також класифікація скінченновимірних простих алгебр Лі над такими ж полями.
Класифікація розбиває всі такі матриці на 4 послідовності A_n, B_n, C_n, D_n, і пять окремих матриць:
{\displaystyle A_{n}={\begin{pmatrix}2&-1&&&&&&&\\-1&2&-1&&&&&&\\&-1&2&-1&&&&&\\&&-1&\cdot &\cdot &&&&\\&&&\cdot &\cdot &\cdot &&&\\&&&&\cdot &\cdot &-1&&\\&&&&&-1&2&-1&\\&&&&&&-1&2&-1\\&&&&&&&-1&2\end{pmatrix}}\quad \quad n\geq 1}
{\displaystyle B_{n}={\begin{pmatrix}2&-1&&&&&&&\\-1&2&-1&&&&&&\\&-1&2&-1&&&&&\\&&-1&\cdot &\cdot &&&&\\&&&\cdot &\cdot &\cdot &&&\\&&&&\cdot &\cdot &-1&&\\&&&&&-1&2&-1&\\&&&&&&-1&2&-1\\&&&&&&&-2&2\end{pmatrix}}\quad \quad n\geq 2}
{\displaystyle C_{n}={\begin{pmatrix}2&-1&&&&&&&\\-1&2&-1&&&&&&\\&-1&2&-1&&&&&\\&&-1&\cdot &\cdot &&&&\\&&&\cdot &\cdot &\cdot &&&\\&&&&\cdot &\cdot &-1&&\\&&&&&-1&2&-1&\\&&&&&&-1&2&-2\\&&&&&&&-1&2\end{pmatrix}}\quad \quad n\geq 3}
{\displaystyle D_{n}={\begin{pmatrix}2&-1&&&&&&&&\\-1&2&-1&&&&&&&\\&-1&2&-1&&&&&&\\&&-1&\cdot &\cdot &&&&&\\&&&\cdot &\cdot &\cdot &&&&\\&&&&\cdot &\cdot &-1&&&\\&&&&&-1&2&-1&&\\&&&&&&-1&2&-1&-1\\&&&&&&&-1&2&\\&&&&&&&-1&&2\end{pmatrix}}\quad \quad n\geq 4}
{\displaystyle E_{6}={\begin{pmatrix}2&-1&&&&\\-1&2&-1&&&\\&-1&2&-1&-1&\\&&-1&2&&\\&&-1&&2&-1\\&&&&-1&2\end{pmatrix}}}
{\displaystyle E_{7}={\begin{pmatrix}2&-1&&&&&\\-1&2&-1&&&&\\&-1&2&-1&&&\\&&-1&2&-1&-1&\\&&&-1&2&&\\&&&-1&&2&-1\\&&&&&-1&2\end{pmatrix}}}
{\displaystyle E_{8}={\begin{pmatrix}2&-1&&&&&&\\-1&2&-1&&&&&\\&-1&2&-1&&&&\\&&-1&2&-1&&&\\&&&-1&2&-1&-1&\\&&&&-1&2&&\\&&&&-1&&2&-1\\&&&&&&-1&2\end{pmatrix}}}
{\displaystyle F_{4}={\begin{pmatrix}2&-1&&\\-1&2&-1&\\&-2&2&-1\\&&-1&2\end{pmatrix}}}
{\displaystyle G_{2}={\begin{pmatrix}2&-1\\-3&2\end{pmatrix}}}

Визначники відповідних матриць Картана наведені у таблиці:
| {\displaystyle A_{n}} | {\displaystyle B_{n}}, {\displaystyle n\geq 2} | {\displaystyle C_{n}}, {\displaystyle n\geq 2} | {\displaystyle D_{n}}, {\displaystyle n\geq 4} | {\displaystyle E_{n}}, {\displaystyle n\geq 5} | {\displaystyle F_{4}} | {\displaystyle G_{2}} |
| n+1                   | 2                                              | 2                                              | 4                                              | 9-n                                            | 1                     | 1                     |

## Теорема про існування
Для кожної матриці Картана {\displaystyle A=(A_{i,j})_{i,j}} із наведеного вище списку існує єдина (з точністю до ізоморфізму) скінченновимірна проста алгебра Лі. Це твердження часто називається теоремою про існування. Її можна отримати із вільної алгебри Лі із генераторами
{\displaystyle \{e_{1},\ldots ,e_{n},h_{1},\ldots ,h_{n},f_{1},\ldots ,f_{n}\}} із додаванням співвідношень:
{\displaystyle [h_{i},h_{j}]}
{\displaystyle [h_{i},e_{j}]-A_{i,j}e_{j}}
{\displaystyle [h_{i},f_{j}]+A_{i,j}f_{j}}
{\displaystyle [e_{i},f_{i}]-h_{i}}
{\displaystyle [e_{i},f_{j}]}   для    {\displaystyle i\not =j}
{\displaystyle [e_{i},[e_{i}[\ldots [e_{i},e_{j}]]]]}   для {\displaystyle i\not =j} і для {\displaystyle 1-A_{i,j}} входжень елемента {\displaystyle e_{i}} у формулі
{\displaystyle [f_{i},[f_{i}[\ldots [f_{i},f_{j}]]]]}   для {\displaystyle i\not =j} і для {\displaystyle 1-A_{i,j}} входжень елемента {\displaystyle f_{i}} у формулі.
Дані співвідношення називаються співвідношеннями Серра. Для кожного класу еквівалентності нерозкладних матриць Картана побудована за такими співвідношеннями алгебра Лі буде скінченновимірною простою і вихідна матриця буде її матрицею Картана.
Для загальної матриці Картана внаслідок такої побудови одержується напівпроста алгебра Лі.
Більш загально якщо матриця (яку теж часто називають матрицею Картана) задовольняє лише перші дві властивості зі списку, а замість двох наступних вимагається лише те, що всі недіагональні елементи є недодатними цілими числами, то для неї теж можна побудувати алгебру Лі за тою ж схемою із породжуючими елементами і співвідношеннями. Одержана внаслідок такої побудови алгебра Лі буде скінченновимірною тоді і лише тоді, коли вихідна матриця є матрицею Картана напівпростої алгебри Лі.

## Зв'язок із діаграмами Динкіна

зв'язані діаграми Динкіна

Матриці Картана можна класифікувати за допомогою діаграм Динкіна. Для будь-якої матриці Картана {\displaystyle A=(A_{i,j})_{i,j}} розмірності {\displaystyle n} будується граф із {\displaystyle n} вершинами {\displaystyle \{x_{1},\ldots ,x_{n}\}.} Дві вершини {\displaystyle x_{i}} і {\displaystyle x_{j}} сполучаються {\displaystyle A_{i,j}A_{j,i}} ребрами. Якщо {\displaystyle x_{i}} і {\displaystyle x_{j}} пов'язуються більш ніж одним ребром, то додатково малюється стрілка > у напрямку вершини {\displaystyle x_{j}} для якої {\displaystyle |A_{j,i}|>|A_{i,j}|}.
З діаграми Дінкіна можна однозначно відновити матрицю Картана. На малюнку зображені всі зв'язані діаграми Динкіна для нерозкладних матриць Картана {\displaystyle A_{n},B_{n},C_{n},D_{n},E_{6},E_{7},E_{8},F_{4},G_{2}}.